# Suša, Gorenja vas - Poljane
Suša je naselje v Občini Gorenja vas - Poljane.